# Apodopsyllus cubensis
Apodopsyllus cubensis is een eenoogkreeftjessoort uit de familie van de Paramesochridae. De wetenschappelijke naam van de soort is voor het eerst geldig gepubliceerd in 1988 door Mielke.